# 斯万特·格兰霍尔姆
斯万特·格兰霍尔姆（瑞典語：Svante Granholm，1947年3月15日—），瑞典男子冰球运动员，场上位置是前锋。他曾代表瑞典国家队参加1968年冬季奥林匹克运动会冰球比赛，获得第4名。